# Membres No Inscrits (França)
Els Membres No Inscrits (en francès: députés non-inscrits; NI) són diputats que no són membres ni afiliats a un grup parlamentari a l'Assemblea Nacional francesa.
Els socis no inscrits no formen un grup  i no estan representats a la Conferència de Presidents ni a la Mesa de l'Assemblea. No obstant això, tenen alguns dels drets dels grups establerts, inclosa l'assignació de temps de paraula per a la discussió de textos.

## Composició

### Composició actual
|        |                               |          |
| Partit | Partit                        | Diputats |
|        | Renaixement                   | 3        |
|        | Reagrupament Nacional         | 1        |
|        | Aliança Centrista             | 1        |
|        | Divers centre                 | 1        |
|        | Du Courage                    | 1        |
|        | En Comú                       | 1        |
|        | Els Republicans               | 1        |
|        | Divers extrême droite (ex-RN) | 1        |
|        | Dreta sobiranista             | 1        |
|        |                               |          |
| Total  | Total                         | 10       |

| Nom                    | Partit | Partit | Circumscripció         | Notes |
| ---------------------- | ------ | ------ | ---------------------- | --- |
| Véronique Besse        |        | DSV    | 4a de la Vendée        | |
| Philippe Bonnecarrère  |        | AC     | 1a del Tarn            | |
| Daniel Grenon          |        | DXD    | 1a d'Yonne             | Originalment membre de RN, va ser exclòs el 18 d'octubre de 2024 a causa de comentaris racistes fets durant les eleccions.                           |
| Sacha Houlié           |        | RE     | 2a de Viena            | |
| Aurélien Pradié        |        | DC     | 1a d'Òlt               | Després de l'aliança entre Eric Ciotti i RN, va abandonar LR i es va tornar a situar sota l'etiqueta del seu micropartit ''Du Courage''.             |
| Raphaël Schellenberger |        | LR     | 4a de l'Alt Rin        | |
| Sophie Errante         |        | RE     | 10a del Loira Atlàntic | El 20 de setembre de 2024 va abandonar el grup EPR.                                                                                                  |
| Stella Dupont          |        | EC     | 2a de Maine i Loira    | El 2 d'octubre de 2024 va abandonar el grup EPR. |
| Christine Engrand      |        | RN     | 6a de Pas de Calais    | El 19 d'octubre de 2024 va ser exclosa del grup d'RN per un període de sis mesos per les seves “despeses no reglamentàries” i absències de reunions. |
| Lionel Vuibert         |        | DVC    | 1a de les Ardenes      | Escollit com a independent durant les eleccions legislatives parcials de desembre de 2024.                                                           |
| Belkhir Belhaddad      |        | RE     | 1a de la Mosel·la      | Després del qüestionament del dret del sòl a Mayotte, proposat pel Grup DR i votat pel seu grup EPR, va marxar el 7 de febrer de 2025.               |

| Nom                  | Partit | Partit | Circumscripció | Notes |
| -------------------- | ------ | ------ | -------------- | --- |
| Constance de Pélichy |        | DVD    | 3a del Loiret  | Es va unir al grup LIOT el 29 de juliol de 2024.                                                                                        |
| Hugo Prevost         |        | LFI    | 1a d'Isèra     | Exclòs del Grup LFI el 8 d'octubre de 2024 per violència masclista. L'endemà, va anunciar la seva renúncia al seu mandat com a diputat. |
| David Taupiac        |        | DVG    | 2a del Gers    | S'uneix al grup LIOT el 16 d'octubre de 2024.                                                                                           |